# Johan Nawawi
Johan Mohamed Nawawi (ur. 1965, zm. 24 marca 2017 w Subang Jaya) – malezyjski kompozytor i tekściarz. Był mężem piosenkarki Nory Ariffin.
Pochodził z malezyjskiego stanu Kelantan. Swoją karierę muzyczną rozwinął w latach 80. XX wieku jako kompozytor ballad i utworów popowych. Stworzył m.in. piosenki „Desa Tercinta”, „Naluri” i „Jentayu”. Dużą część utworów przeznaczył dla swojej żony, ale jego kompozycje były wykonywane również przez innych malezyjskich artystów muzycznych.
W wieku 19 lat napisał tekst do utworu „Sinaran” (wykonanie: Sheila Majid), który stał się wielkim przebojem piosenkarki, zarówno w Malezji, jak i za granicą.
W trakcie swojej kariery otrzymał szereg prestiżowych nagród, m.in. Anugerah Juara Lagu za kompozycję „Samudera” i Anugerah Industri Muzik za utwór „Jentayu” w 1996 r. (kategoria: najlepszy utwór).
W 1984 r. założył przedsiębiorstwo Johan Nawawi Sdn Bhd (JNSB), zajmujące się produkcją muzyki do zastosowań komercyjnych.
Zmarł w 2017 r. na zawał serca.